# Copris iris
Copris iris là một loài bọ cánh cứng trong họ Bọ hung (Scarabaeidae).